# Рашиначки манастир Св. Арханђела
Рашиначки манастир Св. Арханђела налази се на територији општине Сврљиг између села Пирковца и Попшице у приватној својини. Уврштен је у листу заштићених споменика културе Републике Србије (ИД бр. СК 2053).

## Историја
Први писани доказ о споменику културе појављује се у турском попису из 1455. године и везује се за заборављено село Рашинац. Након неколико рушења и обнављања, свој данашњи изглед добио је 1896. године. Рашиначки манастир чине црква, парохијски дом из 1927. године, кула-звоник из истог времена и економски део са помоћним објектом из друге половине 19. века.
На основу одлуке Владе Републике Србије 2005. године додаје се на списак Завода за заштиту споменика културе у Нишу и заведена је као непокретно културно добро: споменик културе.
Вероватно је на истом месту постојала Црква из времена Немањића, обновљена крајем XIX века. Уврштена је у листу заштићених споменика културе Републике Србије (ИД бр. СК 776).

## Архитектура
Основа цркве је триконхос у облику сажетог уписаног крста са куполом. Олтарски простор је издужен, са ђакониконом и проскомидијом у маси зида, споља и изнутра је полукружан. Нешто уже бочне полукуполе остварене су на исти начин. Спољашњи изглед се заснива на четвртастом кубичном постољу на коме лежи осмострани тамбур са наслоњеним колонетама. Средишњи простор који чине три травеја представља најстарији део цркве. У 19. веку су дограђена и два полуобличасто засведена травеја на западу. Камени свећњаци четвртастог облика који се налазе испред олтара припадају старој цркви. Манастирском комплексу првобитно је припадао и објекат правоугаоног облика, северно од цркве. Западни улаз украшен је конзолом и правоугаоним рамом, док се у лучној ниши изнад налази плоча са натписом и стојећа фигура Св. Гаврила, надвишена окулусом. Северни улаз, симетрично обликован, завршава се троугластим тимпаноном изнад кога је крст.
Унутрашњи зидови су прекречени, са појединим траговима живописа рађеног у фреско техници. Иконостас је урађен у класицистичком духу са стилизованим цветним мотивима у позлаћеној дуборезној пластици. Иконе у техници уља на платну, ауторско су дело Лазара Крџалића из 1889. године.
Рашиначки манастир Св. Арханђела представља уметничко остварење од изузетног значаја које нам приближава прошлост овог краја.